# Выборы в Волгоградскую областную думу (2014)
Выборы в Волгоградскую областную Думу пятого созыва состоялись в Волгоградской области 14 сентября 2014 года в единый день голосования, одновременно с досрочными выборами губернатора Волгоградской области.
Выборы состоялись по смешанной избирательной системе: из 38 депутатов 19 избраны по партийным спискам (пропорциональная система), а ещё 19 — по одномандатным округам (мажоритарная система). Для попадания в думу по пропорциональной системе партиям было необходимо преодолеть 5 % барьер. Срок полномочий думы — 5 лет.
На 1 января 2014 года в Волгоградской области было зарегистрировано 1 956 225 избирателей.

## Подготовка
Предыдущие выборы 4 созыва состоялись 1 марта 2009 года, соответственно выборы 5 созыва должны были пройти в марте 2014 года.
10 марта 2011 года президент РФ Дмитрий Медведев подписал поправки в закон «Об основных гарантиях избирательных прав», согласно которым регионы получили возможность совмещать региональные выборы с выборами в Государственную думу РФ. Депутаты региональных парламентов могут продлевать или сокращать свои полномочия на срок не более шести месяцев (раньше выборы можно было перенести только в рамках одного календарного года). А в июне 2012 года был принят закон, установивший единый день голосования лишь раз в году во второе воскресенье сентября.. Таким образом срок полномочий депутатов думы 4 созыва будет увеличен на шесть месяцев, до дня первого заседания Волгоградской областной думы 5 созыва.
25 декабря 2013 года на последнем в году заседании депутаты Волгоградской областной думы утвердили новую схему одномандатных избирательных округов, увеличив их число с 16 до 19. Изменить схему округов дума смогла благодаря принятому осенью 2013 года федеральному закону, в соответствии с которым региональным законодательным органам позволено на своё усмотрение увеличивать число одномандатных округов до 75 % от общего числа депутатских кресел.

## Итоги

### По общерегиональному округу
- Волгоградское региональное отделение Всероссийской политической партии «ЕДИНАЯ РОССИЯ»	429417 60,09 % −15
- Волгоградское региональное отделение Политической партии ЛДПР — Либерально — Демократической партии России	58322 8,16 % −1
- ВОЛГОГРАДСКОЕ ОБЛАСТНОЕ ОТДЕЛЕНИЕ политической партии «КОММУНИСТИЧЕСКАЯ ПАРТИЯ РОССИЙСКОЙ ФЕДЕРАЦИИ»	102464 14,34 % −2
- Региональное отделение Политической партии СПРАВЕДЛИВАЯ РОССИЯ в Волгоградской области	37239 5,21 %-1

### По одномандатным округам
ЕР — 17, КПРФ — 1, СР — 1.